# Laoutelle
Als Laoutelle wurde ein bis zum Ende des 19. Jahrhunderts von den Fischern Siziliens genutztes Fischereifahrzeug bezeichnet.
Das zweimastige Schiff mit dem charakteristischen zurückfallendem Vorsteven war maximal 20 m lang und wurde mit Lateinsegel, Dhausegel, Stagfock und Treibermast besegelt. Die Besatzung bestand aus bis zu 6 Mann. Mit dem Aufkommen motorisierter Fischkutter verschwanden die Latoutelle zu Beginn des 20. Jahrhunderts.